# Oxymacaria australiaria
Oxymacaria australiaria är en fjärilsart som beskrevs av Achille Guenée 1858. Oxymacaria australiaria ingår i släktet Oxymacaria och familjen mätare. Inga underarter finns listade i Catalogue of Life.